# Stephanolepis auratus
Stephanolepis auratus es una especie de peces de la familia Monacanthidae en el orden de los Tetraodontiformes.

## Morfología
Los machos pueden llegar alcanzar los 28 cm de longitud total.

## Hábitat
Es un pez de mar y de clima tropical y demersal.

## Distribución geográfica
Se encuentra desde Zanzíbar (Tanzania) hasta Knysna (Sudáfrica).

## Observaciones
Es inofensivo para los humanos.